# Czuprzyk
Czuprzyk (Bucculatrix) – rodzaj motyli z podrzędu Glossata i rodziny czuprzykowatych. Kosmopolityczny. Obejmuje ponad 250 opisanych gatunków.

## Morfologia

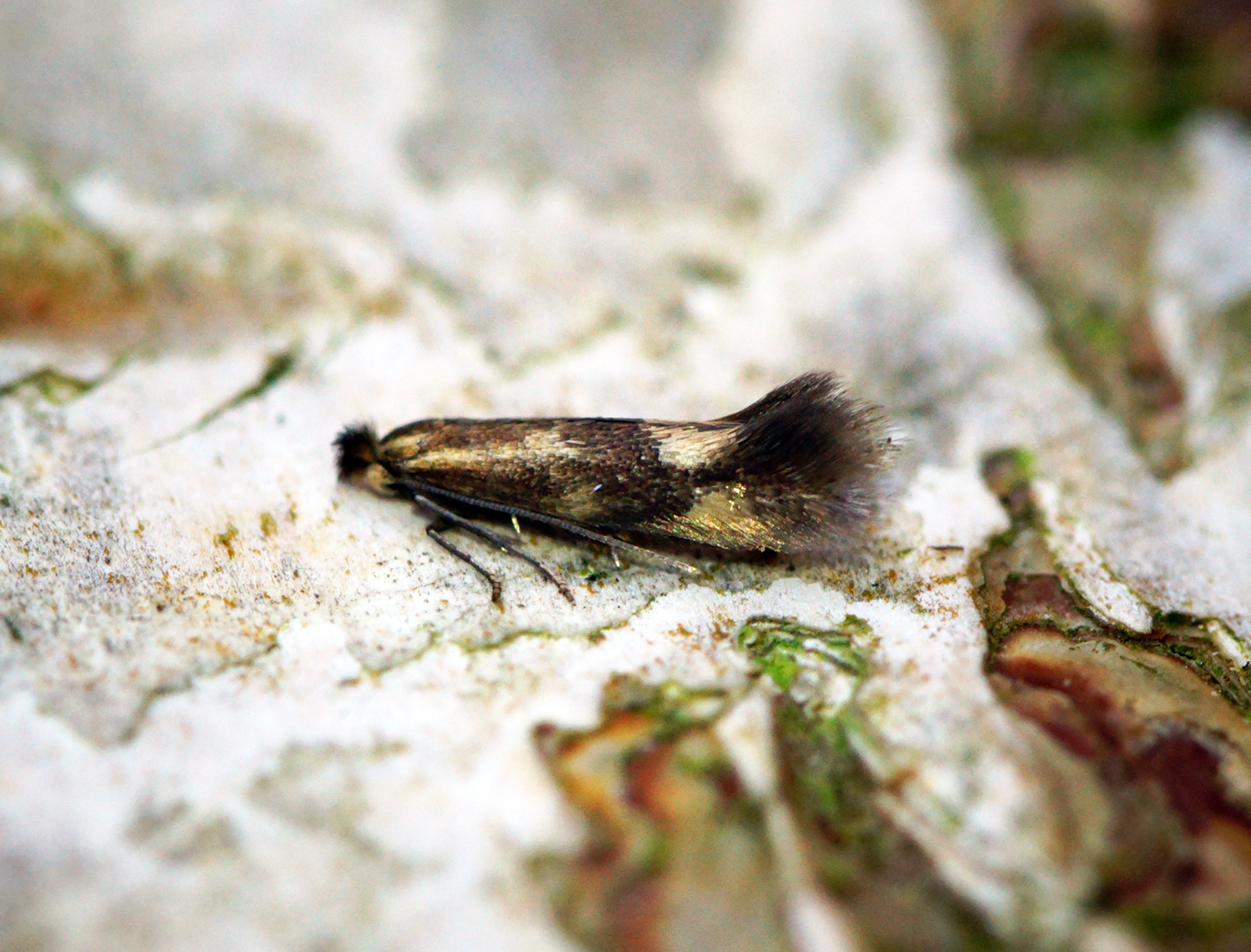
Bucculatrix nigricomella w całkowitym spoczynku

Motyle te osiągają od 2,5 do 7 mm rozpiętości skrzydeł. Głowa ich ma nagie oczy złożone o przeciętnych rozmiarach i pozbawiona jest przyoczek. Czoło jest silnie wydłużone i sięga znacznie poniżej oczu złożonych. Ciemię ma kępkę długich, włosowatych łusek sterczących we wszystkie strony.. Czułki są nitkowate i osiągają 0,6–0,95 długości przedniego skrzydła. W spoczynku układane są wzdłuż kostalnej krawędzi skrzydeł. Nasadowe człony czułków są powiększone, spłaszczone i mają wystające ku przodowi, szerokie i gęsto rozmieszczone łuski, formujące daszek częściowo nakrywający oczy (ang. eye-cap). U samców pierwszy człon biczyka czułka może być wcięty lub mocno zakrzywiony. Haustellum jest nagie i krótkie, nie przekracza długością półtorakrotności średnicy oka. Głaszczki wargowe są bardzo krótkie, nagie, jednoczłonowe. Głaszczki szczękowe są uwstecznione do jednoczłonowego płata.
Skrzydła są mocno wydłużone, lancetowate, o zredukowanym użyłkowaniu, zwłaszcza w przypadku pary tylnej. Przednie skrzydło ma zaostrzony wierzchołek, sięgającą wierzchołka czwartą gałąź żyłki radialnej, nierozwidlone u nasady żyłki analne pierwszą i drugą oraz pozbawione jest komórek wstawkowej i dodatkowej. Tylne skrzydło ma bardzo długą strzępinę. Odnóża przedniej pary mają golenie z epifizami i pozbawione ostróg. Golenie pary środkowej mają dwie, a tylnej cztery ostrogi.
Odwłok u samców większości gatunków ma między segmentem drugim a trzecim woreczek, który może się wywracać. Genitalia samców w obrębie rodzaju są bardzo zróżnicowane. Tegmen i winkulum bywają od wąskich po szerokie. Unkus i gnatos u większości gatunków zanikły, ale u B. formosa są dobrze rozwinięte. Wyróżniające dla rodzaju na tle rodziny są wydatne, zwykle sterczące dogrzbietowo wyrostki towarzyszące. Anellus jest stożkowaty i błoniasty. Juksta i sakus rzadko bywają dobrze wykształcone. Edeagus jest najczęściej wydłużony i walcowaty, często pofalowany, rzadko zaopatrzony jest w ciernie.
Odwłok samic pozbawiony jest gonapofiz przednich z wyjątkiem gatunku B. formosa. Pokładełko jest krótkie. Torebka kopulacyjna ma smukły i długi przewód oraz korpus ze znamieniem w postaci pojedynczej, dużej, kolczastej płytki.

## Biologia i ekologia

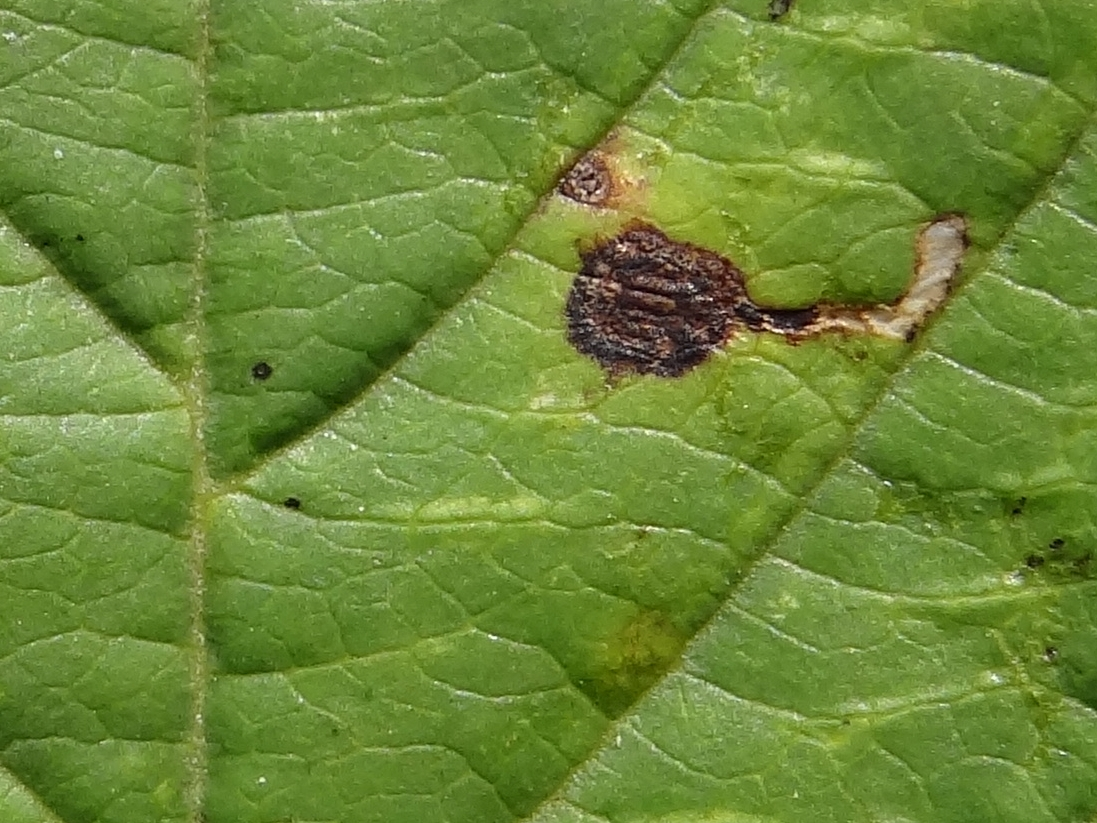
Mina Bucculatrix frangutella na kruszynie pospolitej.

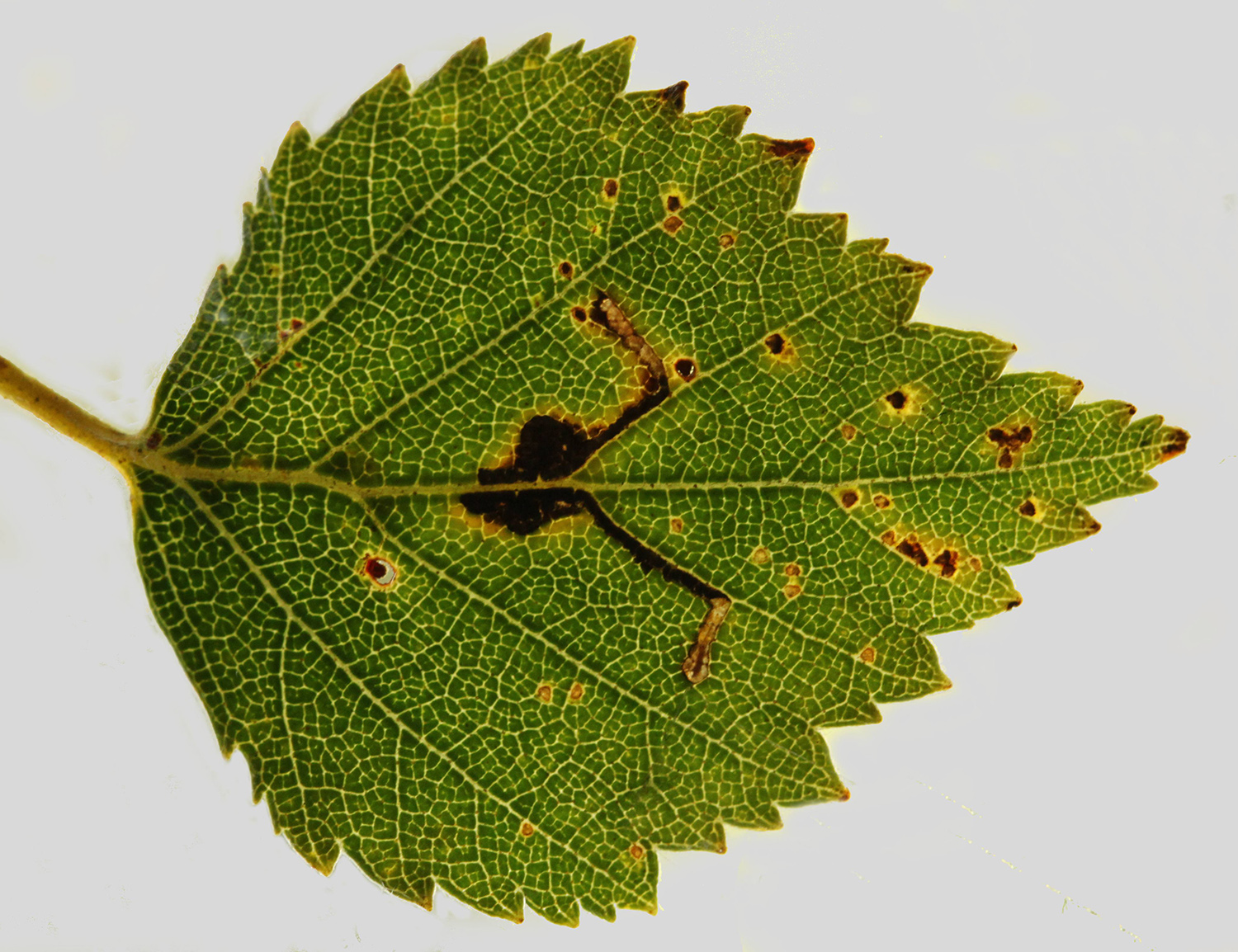
Miny Bucculatrix demaryella

W rozwoju tych motyli występuje nadprzeobrażenie. U większości gatunków występuje pięć stadiów larwalnych, z których dwa pierwsze są beznogie i minują liście (endofoliofagi), a późniejsze żerują na liściach od zewnątrz (egzofoliofagi). Starsze, egzofagiczne stadia larwalne u części gatunków przechodzą wylinki w spłaszczonych oprzędach na spodzie liści. Część silniej wyspecjalizowanych gatunków indukuje na łodygach roślin żywicielskich powstawnie galasów i to w nich żeruje. Wśród roślin żywicielskich czuprzyków znajdują się przedstawiciele około 30 rodzin, przy najliczniej reprezentowane są astrowate, brzozowate i bukowate. Niemal wszystkie gatunki indukujące powstawanie galasów ograniczone są jednak do rodziny astrowatych. Przepoczwarczenie gąsienicy następuje w oprzędzie o charakterystycznej dla rodziny budowie. Jest on zwykle umieszczany na twardym podłożu (np. korze, kamieniu). Ubarwienie kokonu jest białe, kształt wrzecionowaty lub podługowato-jajowaty, a na jego powierzchni znajdują się podłużne żeberka. Owady dorosłe większości gatunków aktywne są za dnia.

## Rozprzestrzenienie
Rodzaj kosmopolityczny, znany ze wszystkich kontynentów oprócz Antarktydy. 
Najwięcej gatunków stwierdzono w krainach nearktycznej i palearktycznej – po około 100. W Europie rodzaj reprezentuje ponad 50 gatunków, z których w Polsce stwierdzono 19.

## Taksonomia i ewolucja
Rodzaj ten wprowadzony został w 1839 roku przez Philippa Christopha Zellera. Początkowo umieszczany był wśród wystrojowatych. W 1914 roku Thomas de Grey Walsingham wyznaczył Lyonetia albedinella gatunkiem typowym rodzaju. W 1915 roku Stanley Black Fracker umieścił rodzaj we własnym taksonie rangi rodzinowej. Na przestrzeni XX wieku czuprzykowate bywały klasyfikowany zarówno jako niezależna rodzina, jak i jako podrodzina Bucculatricinae w obrębie wystrojowatych. W 1984 roku Malcolm J. Scoble i Clarke Henry Scholtz opisali podrodzaj Bucculatrix (Leucoedemia), który dwa lata później wyniesiony został do rangi osobnego rodzaju w obrębie czuprzykowatych przez Lajosa Váriego i Douglasa M. Kroona. W 2008 roku  Swietłana Barysznikowa dokonała analizy filogenetycznej rodzaju, ustalając relacje pomiędzy grupami gatunków. Z kolei analizy molekularne opublikowane w 2010 roku przez Marko Mutanena i innych oraz w 2012 roku przez Marianne Horak wskazały na bazalną pozycję rodzaju w obrębie rodziny.

### Zapis kopalny
Miny na sfosylizowanych liściach przypisywane temu rodzajowi, opisane jako B. platani, znane są już z turonu w kredzie. Natomiast najstarszą znaną skamieniałością osobnika dorosłego czuprzyka jest inkluzja w bursztynie bałtyckim z eocenu, należąca do B. rycki.

### Wykaz gatunków
Do rodzaju tego należy ponad 250 opisanych gatunków, w tym:

- Bucculatrix abdita Seksjaeva, 1989
- Bucculatrix abrepta Seksjaeva, 1989
- Bucculatrix absinthii Gartner, 1865
- Bucculatrix acrogramma Meyrick, 1919
- Bucculatrix adelpha Braun, 1963
- Bucculatrix agilis Meyrick, 1920
- Bucculatrix agnella Clemens, 1860
- Bucculatrix ainsliella Murtfeldt, 1905
- Bucculatrix alaternella Constant, 1890
- Bucculatrix albaciliella Braun, 1910
- Bucculatrix albedinella (Zeller, 1839)
- Bucculatrix albella Stainton, 1867
- Bucculatrix albertiella Busck, 1910
- Bucculatrix albiguttella Millière, 1886
- Bucculatrix albiradiosa Mey, 2019[18]
- Bucculatrix alpina Frey, 1870
- Bucculatrix altera Seksjaeva, 1989
- Bucculatrix amara Meyrick, 1913
- Bucculatrix ambrosiaefoliella Chambers, 1875
- Bucculatrix anaticula Braun, 1963
- Bucculatrix andalusica Deschka, 1980
- Bucculatrix angustata Frey & Boll, 1876
- Bucculatrix angustisquamella Braun, 1925
- Bucculatrix anomalella Mey, 2019[18]
- Bucculatrix anthemidella Deschka, 1972
- Bucculatrix anticolona Meyrick, 1913
- Bucculatrix applicita Seksjaeva, 1989
- Bucculatrix aquila Seksjavea, 1992
- Bucculatrix argentisignella Herrich-Schäffer, 1855
- Bucculatrix armata Seksjaeva, 1989
- Bucculatrix armeniaca Deschka, 1992
- Bucculatrix arnicella Braun, 1925
- Bucculatrix artemisiella Herrich-Schäffer, 1855
- Bucculatrix asphyctella Meyrick, 1880
- Bucculatrix atagina Wocke, 1876
- Bucculatrix atrosignata Braun, 1963
- Bucculatrix bechsteinella (Bechstein & Scharfenberg, 1805)
- Bucculatrix benacicolella Hartig, 1937
- Bucculatrix benenotata Braun, 1963
- Bucculatrix bicolorella Chrétien, 1915
- Bucculatrix bicinica Seksjaeva, 1992
- Bucculatrix bicristata Braun, 1963
- Bucculatrix bifida Seksjaeva, 1989
- Bucculatrix bisucla Seksjaeva, 1989
- Bucculatrix brunnella Tokár et Laštůvka, 2018[5]
- Bucculatrix brunnescens Braun, 1963
- Bucculatrix callistricha Braun, 1963
- Bucculatrix canadensisella Chambers, 1975
- Bucculatrix canariensis Walsingham, 1908
- Bucculatrix cantabricella Chrétien, 1898
- Bucculatrix carolinae Braun, 1963
- Bucculatrix caspica Puplesis & Sruoga, 1991
- Bucculatrix ceanothiella Braun, 1918
- Bucculatrix centaureae Deschka, 1973
- Bucculatrix centrospila (Turner, 1923)
- Bucculatrix cerina Braun, 1963
- Bucculatrix chrysanthemella Rebel, 1896
- Bucculatrix cidarella (Zeller, 1839)
- Bucculatrix citima Seksjaeva, 1989
- Bucculatrix clavenae Klimesch, 1950
- Bucculatrix columbiana Braun, 1963
- Bucculatrix comporabile Seksjaeva, 1989
- Bucculatrix coniforma Braun, 1963
- Bucculatrix copeuta Meyrick, 1919
- Bucculatrix coronatella Clemens, 1860
- Bucculatrix crataega Liu et Wang, 2019[19]
- Bucculatrix cretica Deschka, 1991
- Bucculatrix cristatella (Zeller, 1839)
- Bucculatrix cuneigera Meyrick, 1919
- Bucculatrix damarana Mey, 2004
- Bucculatrix daures Mey, 2004
- Bucculatrix demaryella (Duponchel, 1840)
- Bucculatrix diffusella Menhofer, 1943
- Bucculatrix disjuncta Braun, 1963
- Bucculatrix divisa Braun, 1925
- Bucculatrix domicola Braun, 1963
- Bucculatrix dominatrix Rubinoff & Osborne, 1997
- Bucculatrix dulcis Meyrick, 1913
- Bucculatrix eclecta Braun, 1963
- Bucculatrix edocta Meyrick, 1921
- Bucculatrix enceliae Braun, 1963
- Bucculatrix endospiralis Deschka, 1981
- Bucculatrix ericameriae Braun, 1963
- Bucculatrix eucalypti Meyrick, 1880
- Bucculatrix eugenmaraisi Mey, 2004
- Bucculatrix eugrapha Braun, 1963
- Bucculatrix eupatoriella Braun, 1918
- Bucculatrix eurotiella Walsingham, 1907
- Bucculatrix evanescens Braun, 1963
- Bucculatrix extensa Mey, 1999
- Bucculatrix facilis Meyrick, 1911
- Bucculatrix fatigatella Heyden, 1863
- Bucculatrix floccosa Braun, 1923
- Bucculatrix flourensiae Braun, 1963
- Bucculatrix formosa Puplesis & Seksjaeva, 1992
- Bucculatrix frangutella (Goeze, 1783)
- Bucculatrix franseriae Braun, 1963
- Bucculatrix frigida Deschka, 1992
- Bucculatrix fugitans Braun, 1930
- Bucculatrix fusicola Braun, 1920
- Bucculatrix galeodes Meyrick, 1913
- Bucculatrix gnaphaliella (Treitschke, 1833)
- Bucculatrix gossypiella Morrill, 1927
- Bucculatrix gossypii Turner, 1926
- Bucculatrix gossypina Ghesquière, 1940
- Bucculatrix hackeri Mey, 1999
- Bucculatrix helichrysella Constant, 1889
- Bucculatrix herbalbella Chrétien, 1915
- Bucculatrix hobohmi Mey, 2004
- Bucculatrix humiliella Herrich-Schäffer, 1855
- Bucculatrix ilecella Busck, 1915
- Bucculatrix illecebrosa Braun, 1963
- Bucculatrix imitatella Herrich-Schäffer, 1855
- Bucculatrix immaculatella Chambers, 1875
- Bucculatrix improvisa Braun, 1963
- Bucculatrix inchoata Meyrick, 1913
- Bucculatrix infans Staudinger, 1880
- Bucculatrix insolita Braun, 1918
- Bucculatrix inusitata Braun, 1963
- Bucculatrix ivella Busck, 1900
- Bucculatrix jemenitica Mey, 1999
- Bucculatrix jiblachensis Mey, 1999
- Bucculatrix karooedocta Mey, 2019
- Bucculatrix kendalli Blanchard & Knudson, 1985
- Bucculatrix khakisana Mey, 2019
- Bucculatrix khomasi Mey, 2004
- Bucculatrix kimballi Braun, 1963
- Bucculatrix kirkspriggsi Mey, 2004
- Bucculatrix koebelella Busck, 1910
- Bucculatrix laciniatella Benander, 1931
- Bucculatrix lassella Meyrick, 1880
- Bucculatrix latella Braun, 1918
- Bucculatrix latviaella Sulcs, 1990
- Bucculatrix lavaterella Millière, 1865
- Bucculatrix lenis Meyrick, 1913
- Bucculatrix leptalea Braun, 1963
- Bucculatrix leucanthemella Constant, 1895
- Bucculatrix litigiosella Zeller, 1875
- Bucculatrix liubaensis Liao, Kobayashi & Huang, 2019[20]
- Bucculatrix locuples Meyrick, 1919
- Bucculatrix longula Braun, 1963
- Bucculatrix lovtsovae Baryshnikova, 2014
- Bucculatrix loxoptila Meyrick, 1913
- Bucculatrix lutaria Mey, 2004
- Bucculatrix luteella Chambers, 1873
- Bucculatrix macrognathos Puplesis & Diskus, 1996
- Bucculatrix magnella Chambers, 1875
- Bucculatrix magnosociata Mey, 2019
- Bucculatrix makabana Mey, 1999
- Bucculatrix maritima Stainton, 1851
- Bucculatrix mehadiensis Rebel, 1903
- Bucculatrix melipecta Meyrick, 1914
- Bucculatrix mesoporphyra (Turner, 1933)
- Bucculatrix micropunctata Braun, 1963
- Bucculatrix mirnae Vargas et Moreira, 2012[21]
- Bucculatrix monelpis Meyrick, 1928
- Bucculatrix montana Braun, 1920
- Bucculatrix multicornuta Puplesis & Diskus, 1996
- Bucculatrix muraseae Kobayashi, Hirowatari & Kuroko, 2010
- Bucculatrix myricae Ragonot, 1879
- Bucculatrix needhami Braun, 1956
- Bucculatrix nigricomella (Zeller, 1839)
- Bucculatrix nigripunctella Braun, 1923
- Bucculatrix nigrovalvata Mey, 1999
- Bucculatrix niveella Chambers, 1875
- Bucculatrix noltei Petry, 1912
- Bucculatrix nota Seksjaeva, 1989
- Bucculatrix notella Seksjaeva, 1989
- Bucculatrix novicata (Gozmány, 1960)
- Bucculatrix obscurella Klemensiewicz, 1899
- Bucculatrix ochristrigella Braun, 1910
- Bucculatrix ochrisuffusa Braun, 1963
- Bucculatrix ochritincta Braun, 1963
- Bucculatrix ochromeris Meyrick, 1928
- Bucculatrix ochroverticella Mey, 2019
- Bucculatrix orophilella Nel, 1999
- Bucculatrix packardella Chambers, 1873
- Bucculatrix paliuricola Kuznetzov, 1960
- Bucculatrix pallidula Braun, 1963
- Bucculatrix pannonica Deschka, 1982
- Bucculatrix paroptila Braun, 1963
- Bucculatrix parthenica Bradley, 1990
- Bucculatrix parvinotata Braun, 1963
- Bucculatrix pectinella Deschka, 1981
- Bucculatrix pectinifera Baryshnikova, 2007
- Bucculatrix perfixa Meyrick, 1915
- Bucculatrix phagnalella Walsingham, 1908
- †Bucculatrix platani Kozlov, 1988
- Bucculatrix platyphylla Braun, 1963
- Bucculatrix plucheae Braun, 1963
- Bucculatrix polymniae Braun, 1963
- Bucculatrix polytita Braun, 1963
- Bucculatrix pomifoliella Clemens, 1860
- Bucculatrix porthmis Meyrick, 1908
- Bucculatrix praeciupa Meyrick, 1918
- Bucculatrix pseudosylvella Rebel, 1941
- Bucculatrix ptochastis Meyrick, 1893
- Bucculatrix pyrivorella Kuroko, 1964
- Bucculatrix quadrigemina Braun, 1918
- Bucculatrix quieta Meyrick, 1913
- Bucculatrix quinquenotella Chambers, 1875
- Bucculatrix ratisbonensis Stainton, 1861
- Bucculatrix recognita Braun, 1963
- Bucculatrix rectangulovalvata Mey, 2019
- Bucculatrix rhamniella Herrich-Schäffer, 1855
- Bucculatrix ruficoma Meyrick, 1931
- Bucculatrix rupestralis Mey, 2019
- †Bucculatrix rycki Fischer, 2015[14]
- Bucculatrix sagax Mey, 1999
- Bucculatrix salutatoria Braun, 1925
- Bucculatrix sanaaensis Mey, 1999
- Bucculatrix santolinella Walsingham, 1898
- Bucculatrix seneciensis Braun, 1963
- Bucculatrix seorsa Braun, 1963
- Bucculatrix separabilis Braun, 1963
- Bucculatrix sexnotata Braun, 1927
- Bucculatrix similis Baryshnikova, 2005
- Bucculatrix simulans Braun, 1963
- Bucculatrix sinevi Seksjaeva, 1988
- Bucculatrix solidaginiella Braun, 1963
- Bucculatrix sororcula Braun, 1963
- Bucculatrix speciosa Braun, 1963
- Bucculatrix spectabilis Braun, 1963
- Bucculatrix sphaeralceae Braun, 1963
- Bucculatrix splendida Seksjaeva, 1992
- Bucculatrix sporobolella Busck, 1910
- Bucculatrix staintonella Chambers, 1878
- Bucculatrix subnitens Walsingham, 1914
- Bucculatrix taeniola Braun, 1963
- Bucculatrix telavivella Amsel, 1935
- Bucculatrix tenebricosa Braun, 1925
- Bucculatrix tetradymiae Osborne & Rubinoff, 1997
- Bucculatrix thoracella (Thunberg, 1794)
- Bucculatrix thurberiella Busck, 1914
- Bucculatrix tianschanica Seksjaeva, 1992
- Bucculatrix transversata Braun, 1910
- Bucculatrix tridenticola Braun, 1963
- Bucculatrix trifasciella Clemens, 1866
- Bucculatrix tsurubamella Kobayashi, Hirowatari & Kuroko, 2010
- Bucculatrix ulmella Zeller, 1848
- Bucculatrix ulmicola Kuznetzov, 1962
- Bucculatrix ulmifoliae M. Hering, 1931
- Bucculatrix ulocarena Turner, 1923
- Bucculatrix ussurica Seksjaeva, 1996
- Bucculatrix varia Seksjaeva, 1992
- Bucculatrix variabilis Braun, 1910
- Bucculatrix viguierae Braun, 1963
- Bucculatrix villiersdorpella Mey, 2019
- Bucculatrix wittenbeni Mey, 2004
- Bucculatrix xenaula Meyrick, 1893
- Bucculatrix yemenitica Mey, 1999
- Bucculatrix yingjingensis Liao, Yagi & Huang, 2019[20]
- Bucculatrix zizyphella Chrétien, 1907
- Bucculatrix zophopasta Braun, 1963